# Epophthalmia vittigera
Epophthalmia vittigera är en trollsländeart. Epophthalmia vittigera ingår i släktet Epophthalmia och familjen skimmertrollsländor. IUCN kategoriserar arten globalt som livskraftig.

## Underarter
Arten delas in i följande underarter:
- E. v. bellicosa
- E. v. vittigera